# Konrad Brandel
Konrad Brandel (ur. 25 listopada 1838 w Warszawie, zm. 28 października 1920 w Toruniu) – polski fotograf, wynalazca, fotoreporter, kronikarz Warszawy, współpracował m.in. z „Tygodnikiem Ilustrowanym”, „Fotografem Warszawskim” i „Wędrowcem”. Twórca unikatowej dokumentacji fotograficznej Warszawy końca XIX w.
Autor najstarszych polskich zdjęć lotniczych, wykonanych w 1865 r. z gondoli balonu lecącego nad Warszawą i najprawdopodobniej jedyny Polak, który w XIX wieku fotografował z balonu.

## Początki działalności
Urodził się w warszawskiej rodzinie mieszczańskiej jako syn Seweryna (1806-1882) i Karoliny z Cichockich (1813-1904) herbu Nałęcz. Jeden z jego braci, Władysław (1849-1921), również był fotografem, Seweryn (1841-1916) – radcą Prokuratorii Królestwa Polskiego i współzałożycielem warszawskiej Filharmonii.
W 1858 roku Konrad ukończył klasę chemiczną warszawskiego Gimnazjum Realnego i rozpoczął pracę w zakładzie fotograficznym Karola Beyera, jednego z pionierów fotografii w Polsce. W atelier Beyera Brandel zajmował się pracą w ciemni, ale wykonywał również zdjęcia w plenerze. Należały do nich fotografie, które zrobił 30 lipca 1865 r. z gondoli lecącego nad Warszawą balonu. Posługując się aparatem „sekundowym” na szklane negatywy o wymiarach ok. 10 × 13 cm, wykonał trzy ujęcia: zabudowania w okolicy klasztoru Reformatów, Ogród Saski i miejsce lądowania – wieś Marki.

## Własny zakład

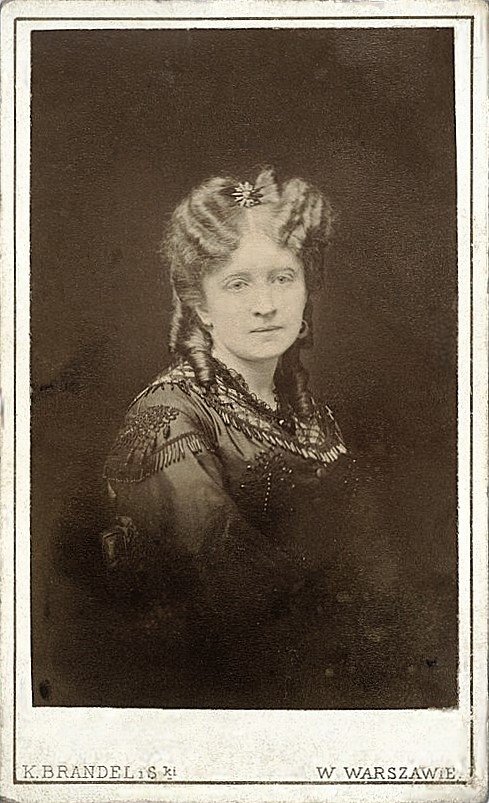
Konrad Brandel, Portret Deotymy (Jadwigi Łuszczewskiej), ok. 1865

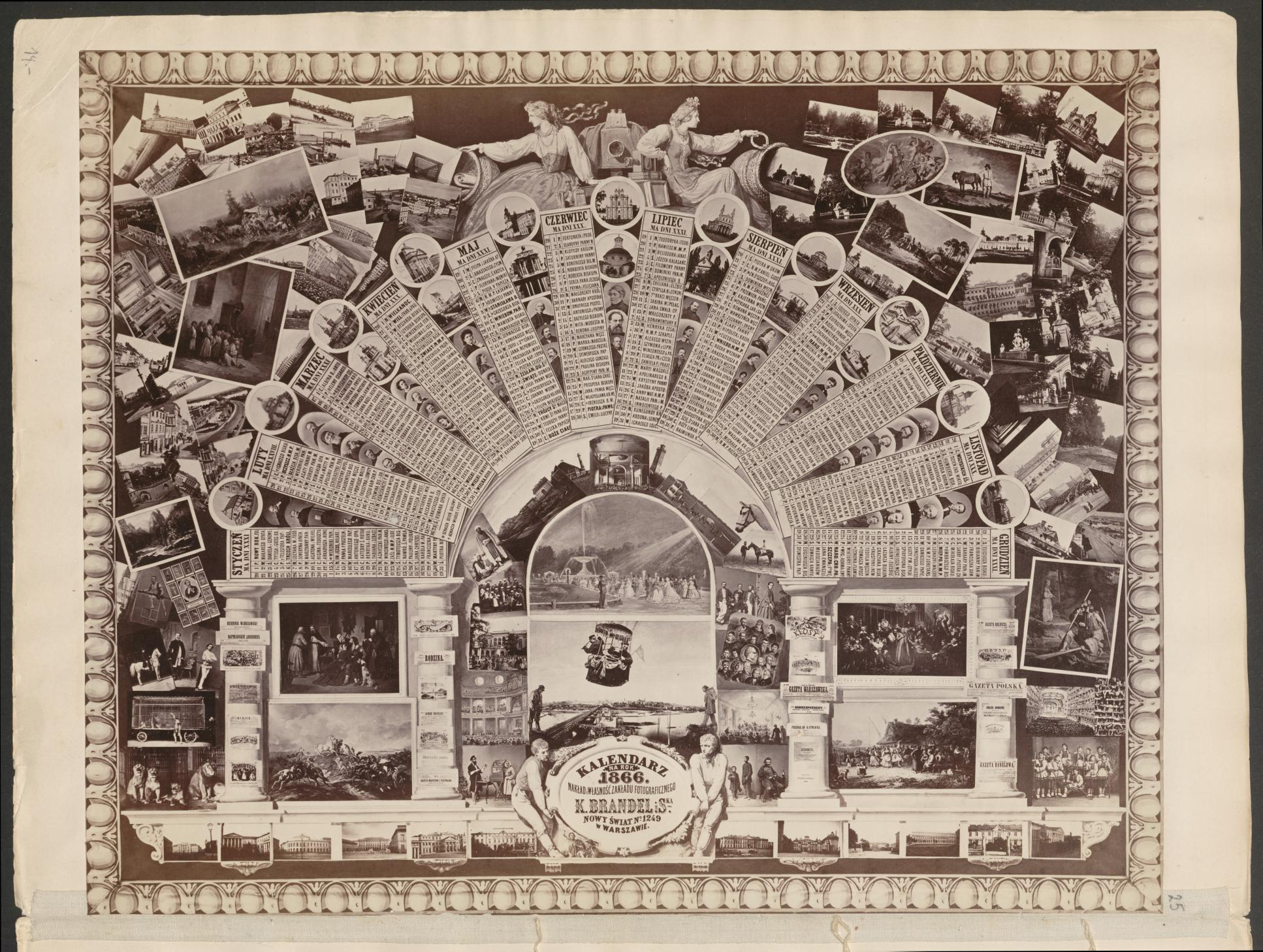
Konrad Brandel, Wojciech Gerson, Marcin Olszyński, Kalendarz na rok 1866

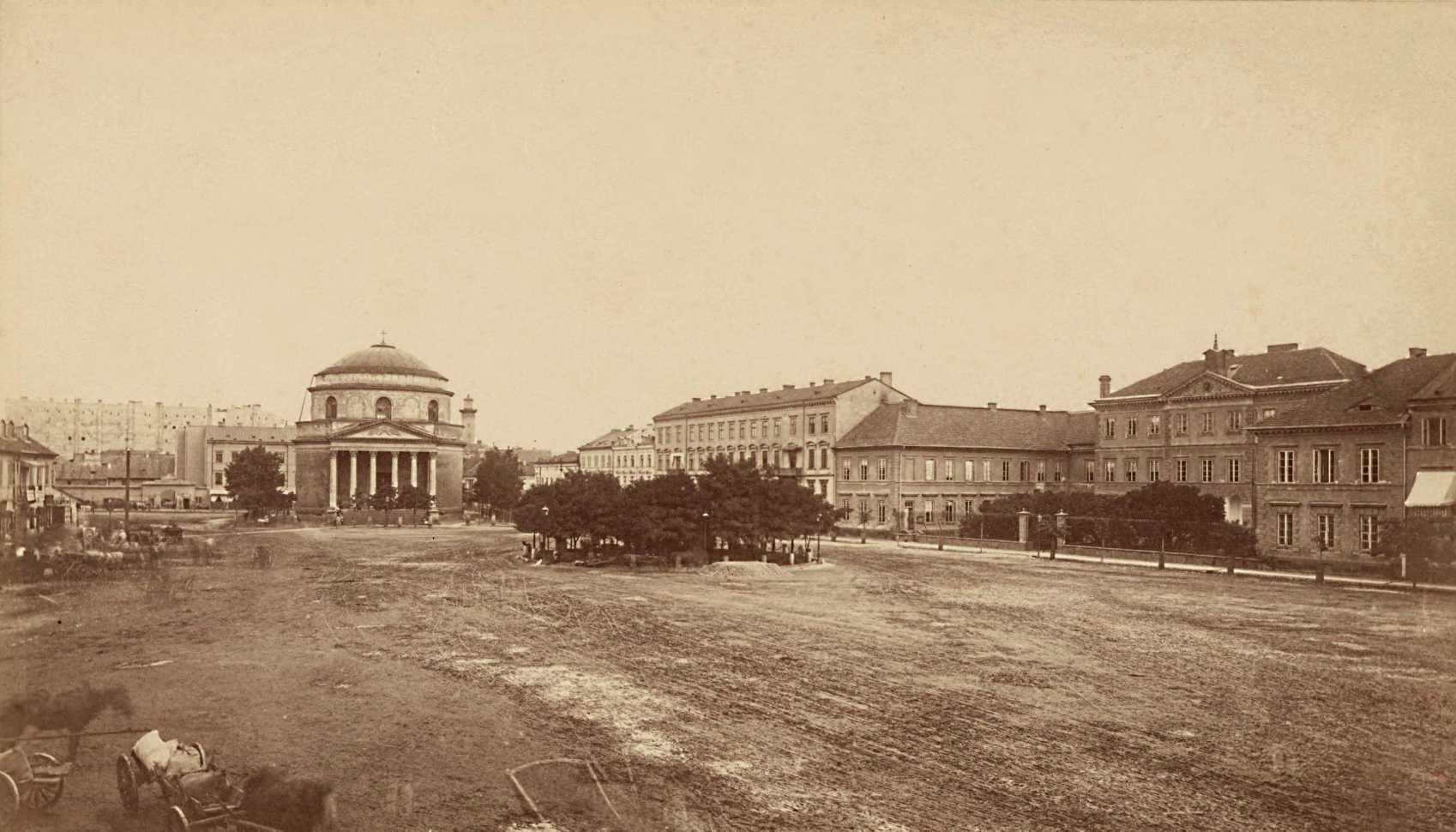
Konrad Brandel, Plac Trzech Krzyży w Warszawie, lata 80. XIX wieku

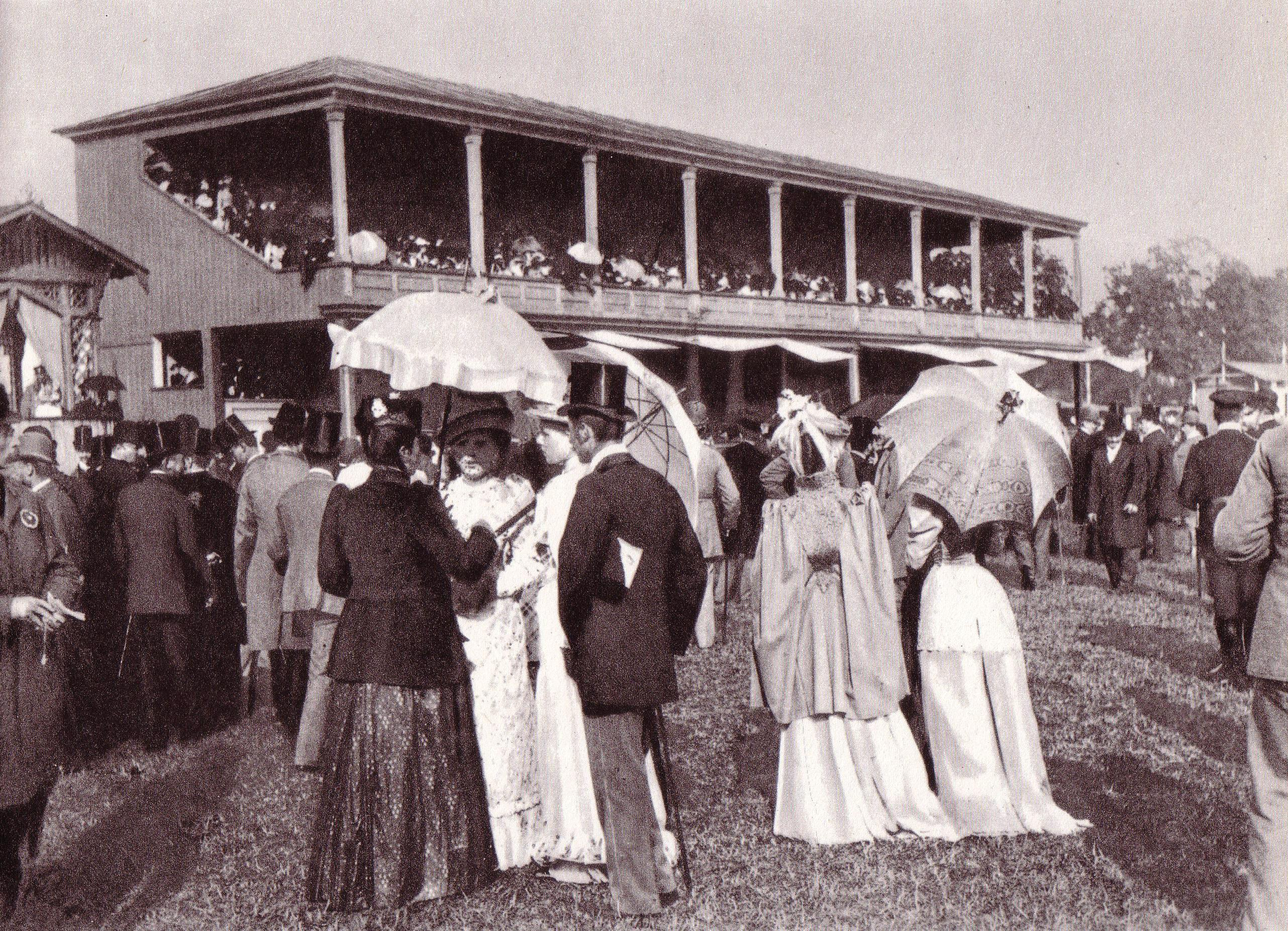
Konrad Brandel, Scena z wyścigów konnych, 1891 lub 1892

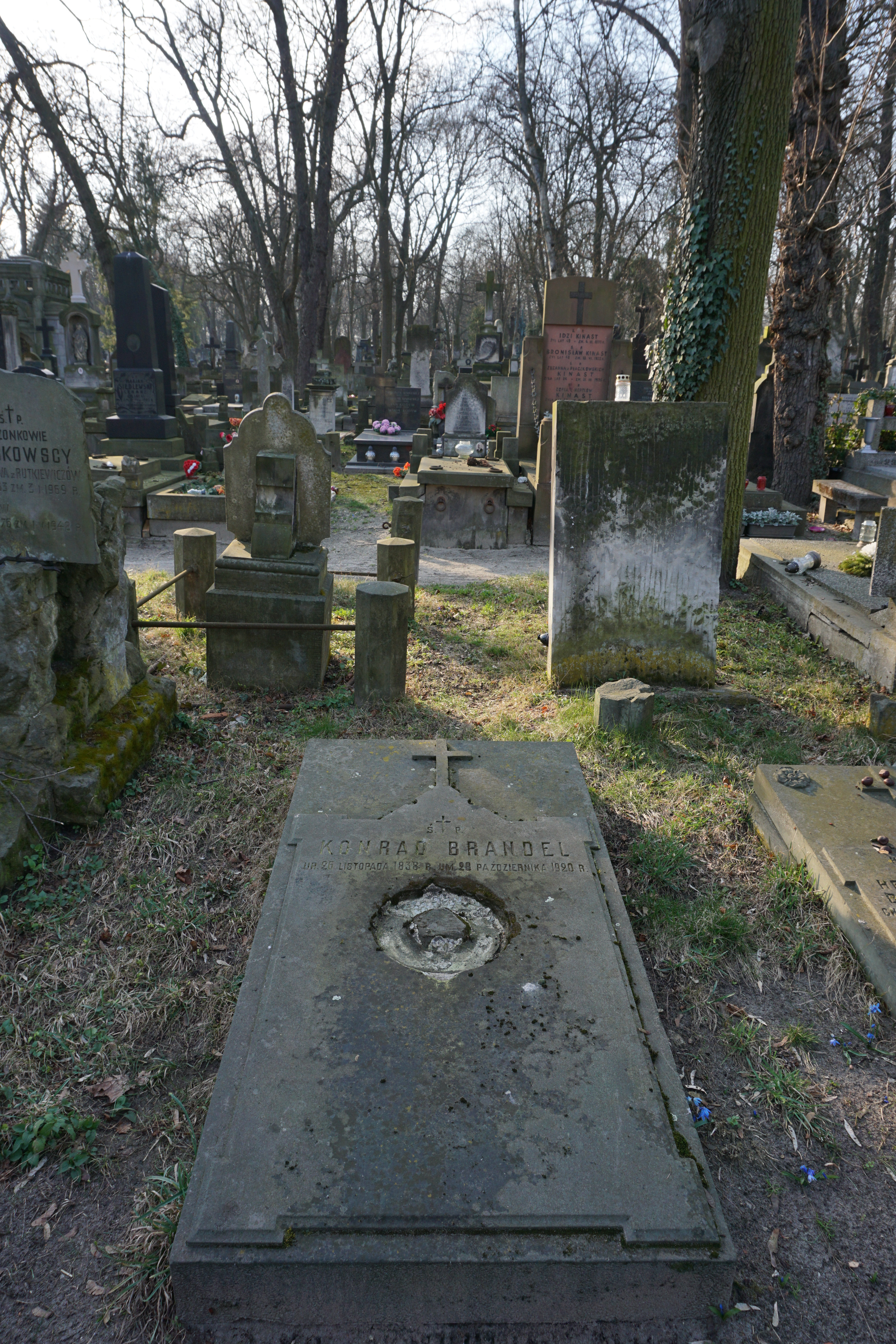
Grób Konrada Brandla na cmentarzu Powązkowskim

W 1865 roku otworzył przy ul. Nowy świat 57 (nr hip. 1249) wraz z bratem Władysławem i Marcinem Olszyńskim (z którym pracował w zakładzie Beyera) studio fotograficzne pod nazwą „K. Brandel i S-ka”. Przy atelier funkcjonowała również światłodrukarnia. Około 1873 roku Olszyński wycofał się ze spółki z Brandlami i założył własny zakład – „Prim”. Pod koniec XIX wieku zakład przeniósł się na ul. Szpitalną.
Główną działalnością firmy była fotografia portretowa. Swoje zdjęcia u Brandla wykonywało wiele osób z warszawskiego środowiska kulturalnego: aktorzy, malarze, naukowcy itp. Od lat 70. zakład specjalizował się w fotografiach dzieci, których wykonanie stanowiło wówczas sporą trudność. Ponadto studio Brandla specjalizowało się w wykonywaniu fotograficznych kalendarzy naściennych (pierwszy z nich, na rok 1866, został wydany w roku 1865 i ilustrowany był ponad 300 fotografiami z życia Warszawy) i fotografii grupowych w formie pojedynczych zdjęć ułożonych na malowanym tle. Brandel wykonywał również bezinteresownie zdjęcia chorób skórnych i innych schorzeń dla profesorów Uniwersytetu Warszawskiego, za co w 1875 otrzymał tytuł fotografa Uniwersytetu Warszawskiego.
Podobnie jak inne warszawskie zakłady, tak i firma Brandla wysyłała swoje prace na wystawy krajowe i zagraniczne. Na Wystawie Politechnicznej w Moskwie w 1872 roku firma otrzymała dwa medale: srebrny i srebrny wielki. Dwa lata później za Album fotograficzny chorób skórnych Brandel dostał w Paryżu medal od Société française de photographie.
Osobną część działalności Brandla stanowiła fotografia widoków miast i wsi, a zwłaszcza Warszawy. Tematykę tę fotograf podejmował od początku lat 60., dokumentując np. budowę kościoła Wszystkich Świętych w Warszawie. Ok. 1870 roku w warszawskiej prasie zaczęły pojawiać się ryciny wykonane według fotografii Brandla. Jedną z nich była zamieszczona w ostatnim numerze „Kłosów” panorama Warszawy z Wieży Zegarowej Zamku Królewskiego. Wykonana została w technice drzeworytu według rysunku Adolfa Kozarskiego, który do jego wykonania posłużył się fotografiami Brandla z 1873 roku. Ponadto Brandel wydawał cykle widoków Warszawy w formie albumów.
Pod koniec lat 80. Brandel prawdopodobnie zaczął coraz bardziej koncentrować się na fotografii reportażowej i prasowej. W okresie tym pojawiła się nowa technika: bromo-żelatynowa, która skróciła i uprościła pracę fotografów, umożliwiając wykonywanie zdjęć nazywanych wówczas „momentalnymi”, tzn. o znacznie skróconym czasie naświetlania. Brandel prowadził prace nad opracowaniem przenośnego aparatu, umożliwiającego wykonywanie zdjęć poruszających się obiektów. Jego wynalazek, noszący nazwę fotorewolweru, w późniejszym czasie został uzupełniony o magazynek zawierający do 12, a później 25, klisz, co pozwalało na ich szybką wymianę i wykonywanie zdjęć reporterskich. Dokładna data powstania tego wynalazku nie jest znana. Być może prace nad nim prowadził już ok. 1880 roku, jednak za czas powstania przyjmuje się rok 1883 lub 1884. „Kurier Warszawski” w 1885 roku donosił, iż pan Brandel za swój wynalazek otrzymał srebrny medal na wrocławskiej wystawie fotograficznej. W 1889 r. Brandel otrzymał patent na aparat z magazynkiem na 25 klisz. Brandel zajmował się również produkcją owych aparatów na zamówienie. Wśród nabywców byli, według listu Brandla do swojego konkurenta Władysława Karoliego, tacy artyści jak Wojciech Gerson, Henryk Siemiradzki, Gierymski i Kossak.
Wykorzystanie własnego wynalazku umożliwiło Brandlowi tworzenie fotoreportaży z życia Warszawy. Fotografował zarówno życie codzienne, jak i architekturę miasta. Zdjęcia te – dzięki wykorzystaniu fotorewolweru – oprócz nieruchomej zabudowy przedstawiają także przypadkowych przechodniów, scenki rodzajowe, pojazdy w ruchu itp. Na fotografiach reportażowych Brandel utrwalał m.in. warszawskie targowiska, parki, nabrzeża Wisły, a także konkretne wydarzenia: regaty, otwarcie kolejki konnej Warszawa-Wilanów, wyścigi konne, zabawy na Polu Mokotowskim, uroczystości religijne, pogrzeby i inne. Wiele z nich publikowanych było w ówczesnej prasie, w tym w „Tygodniku Ilustrowanym”. Z kolei na łamach „Wędrowca”, którego kierownikiem artystycznym był Stanisław Witkiewicz, wiele pochlebnych słów poświęcił Brandlowi i jego wynalazkowi pisarz Bolesław Prus.

## Późny okres
Po roku 1900 Brandel wycofał się z pracy i przeniósł się wraz z drugą żoną, Jadwigą z Kunklów, do posiadłości w Łyszkowicach. W 1905 roku Brandel został honorowym członkiem Towarzystwa Fotograficznego Warszawskiego.
W czasie I wojny światowej przebywał w Rosji, a następnie osiadł w Toruniu. Pochowany został na cmentarzu Powązkowskim w Warszawie (kwatera 175-1-14).